# Mofeta

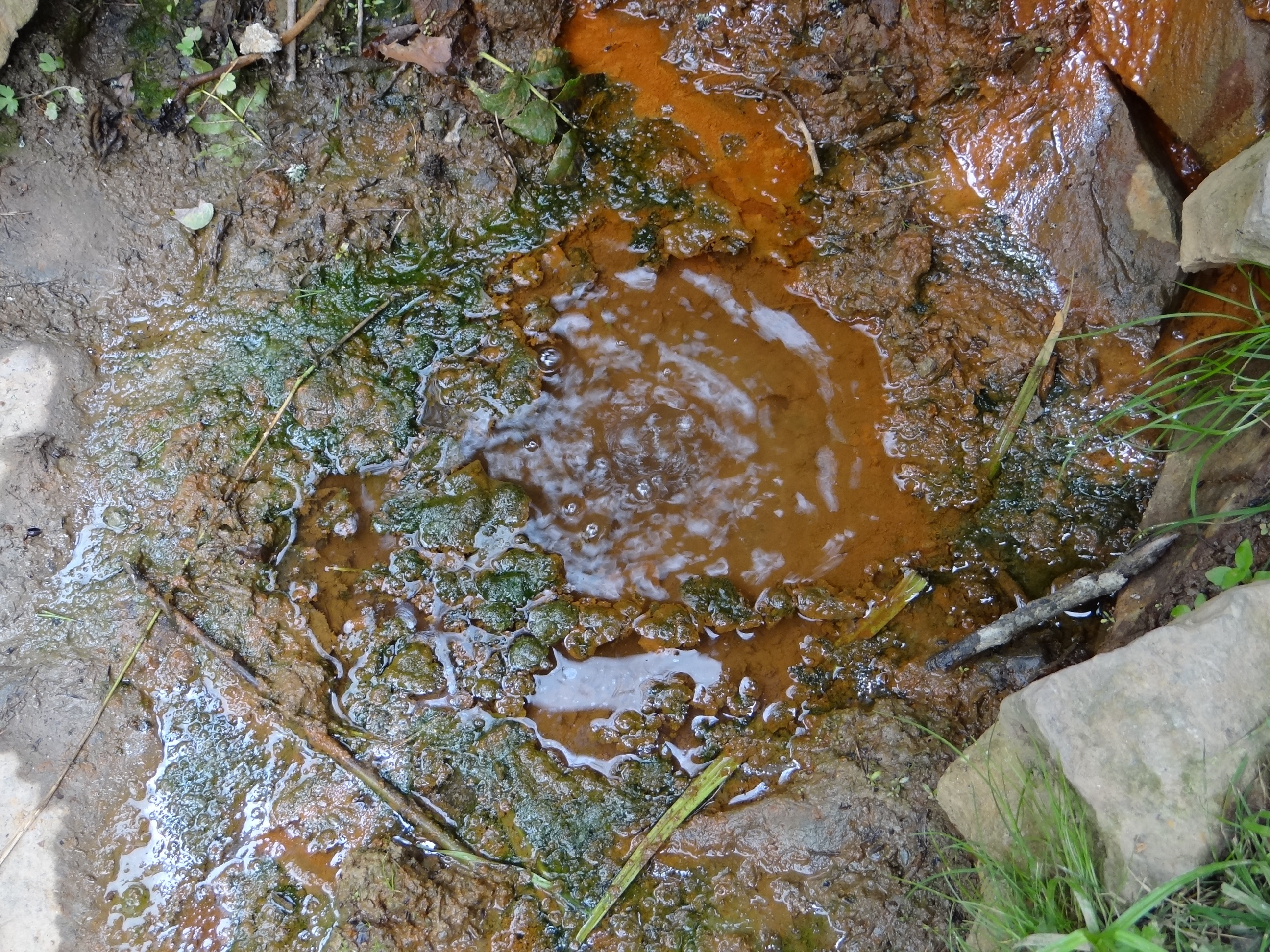
Mofeta w Jastrzębiku

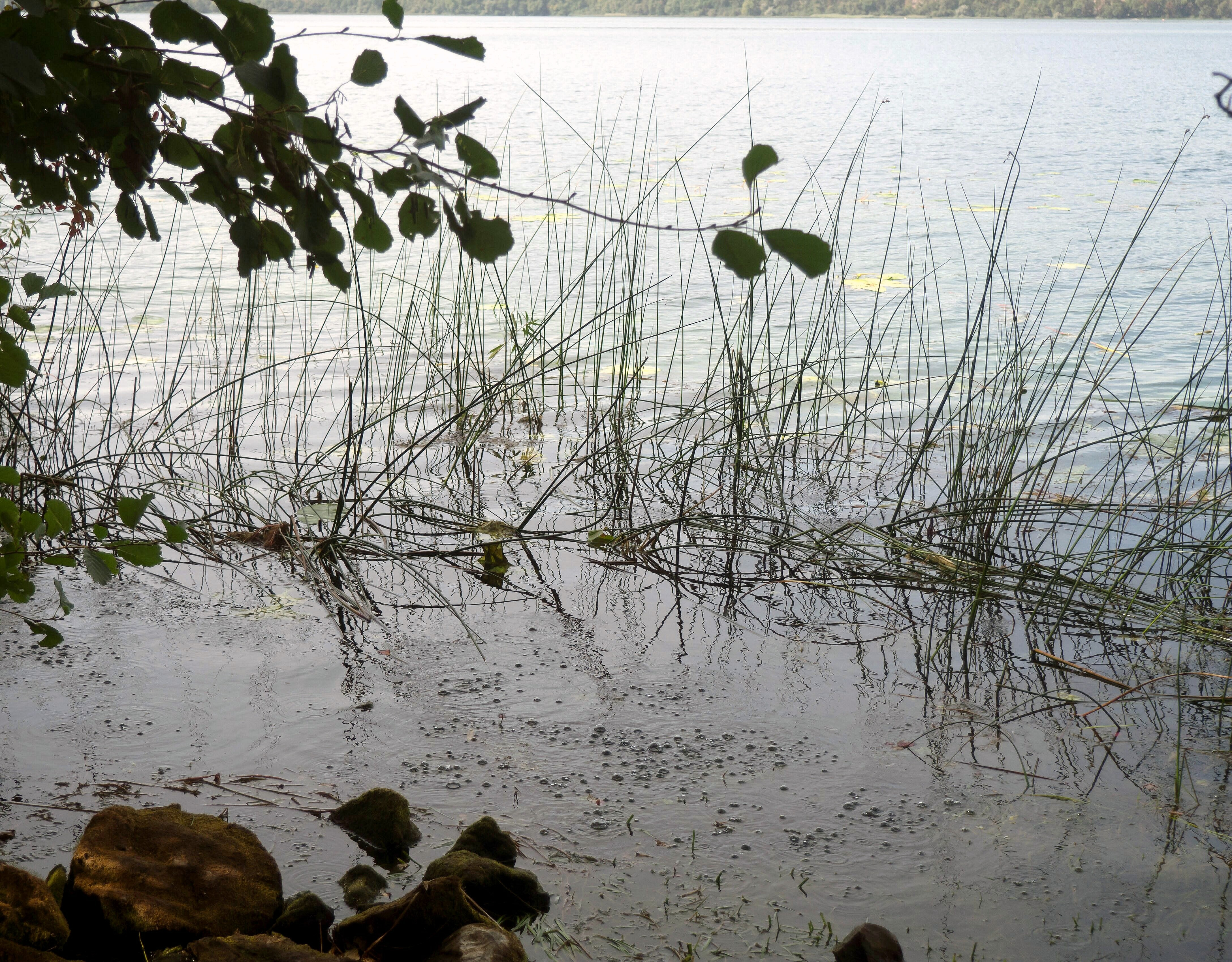
Mofeta w Laacher See (Nadrenia-Palatynat, Niemcy)

Mofeta – rodzaj ekshalacji wulkanicznych, chłodny wyziew (o temperaturze poniżej 100 °C), zawierający głównie dwutlenek węgla, bez większej obfitości pary wodnej. Także otwór, z którego wydobywają się te ekshalacje.
W Polsce zjawisko można zaobserwować w okolicach Szczawnika, Tylicza i Złockiego (Beskid Sądecki). Największą w Polsce i najbardziej wydajną jest mofeta w Jastrzębiku, uznana za pomnik przyrody nieożywionej.
Mofeta wykorzystywane są w medycynie alternatywnej w celach leczniczych, np. na Węgrzech w Mátraderecske. Miejscowość słynie z wód termalnych, ale od lat dziewięćdziesiątych także z term gazowych bazujących na mofetach. Wydzielany przez nie gaz zawierający dwutlenek węgla i radioaktywny radon mają rzekomo mieć lecznicze działanie na wysokie ciśnienie krwi, cukrzycę i na układ krążenia.